# Waterwegcentrum
Waterwegcentrum is een ontwikkelplan uit 1999 dat behelsde de Nederlandse kustplaats Hoek van Holland uit te laten groeien tot een 'vier-seizoenenbadplaats' met zo’n 15.000 inwoners. Het plan bleek niet uitvoerbaar en werd in 2014 opgevolgd door het Gebiedsplan Hoek van Holland 2014 - 2018.
In het plan werd uitgegaan van combinaties van kenmerken die in en om Hoek van Holland te vinden zijn. De kenmerken waar de projectontwikkelaars op doelden waren: strand en cultuur; zeescheepvaart en havenactiviteiten; natuur en rust. Het plan omvatte de bouw van circa 1200 woningen, recreatieve voorzieningen zoals hotels, (strandgerelateerde) winkels en horecagelegenheden, het verbeteren van het museale aanbod en de herinrichting van het openbare gebied. 

## Kaap de Goede Hoek
Letterlijk op de hoek van de Nieuwe Waterweg en de Noordzee was multifunctioneel centrum Kaap de Goede Hoek gedacht. Hierin zouden een hotel, winkels en ongeveer 600 woningen gevestigd worden.
Naast appartementen was er plaats voor grondgebonden woningen met uitzicht over het duingebied en de zee. Er was ruimte voor onder meer een (zorg)hotel-restaurant met congres- en wellnessfaciliteiten. Bij het hotel was een esplanade en een 'duinplein' gedacht. 

## Onroerend goed in het plan

### Stationsweg
Ruimte voor vijftien bouwkavels.

### Berghaven Noord
Een woonwijk ligt in de driehoek Stationsweg, Cruquiusweg en Havenweg en met 24 eengezinswoningen in een dorpse variëteit welke aansluitende bij de nabijgelegen Oude Hoek. Het ligt vlak bij de Berghaven en de Emmaboulevard. Het kreeg van de projectontwikkelaars de naam Parqui Park gekregen.

### Langeweg
Deze langgerekte wijk tussen het centrum en de Oude Hoek, zou aan de noordrand begrensd worden door het Roomse Duin en aan de zuidzijde door de Delflandsedijk en de spoordijk, oostelijk begrensd door de Harwichweg en westelijk door de Strandweg.
In deze wijk was ruimte voor een vijftal woontorens met 225 appartementen, waarvan 150 koop- en 75 huurappartementen.

### Centrum Dijkgebouw
Op het knooppunt tussen het dorpscentrum, de Stena Terminal en station Hoek van Holland Haven werden twee gebouwen getekend. In deze gebouwen was ruimte voor horeca en winkels met daarboven 51 appartementen. Op zes bouwlagen was een bovenste laag met penthouses gepland. Er zou deels ondergronds kunnen worden geparkeerd. Naast het gebouw een verhoogd plein met horeca en winkels.

### Bertus Bliekhuis
Plan voor een 26 verdiepingen hoge woontoren. In het plan waren 24 verpleeghuisplaatsen gepland, 26 starters- en 119 levensloopbestendige woningen en 315 parkeerplaatsen.

### l'Avenue
l'Avenue
Is een nieuwe wijk tussen de Dirk van de Burgweg, de Schelpweg, het Noordlandsepad en de gemeentegrens met het Westland. Het plan l'Avenue omvat ongeveer 475 woningen. De wijk ligt rond een centrale waterplas waaromheen verschillende typen woningen zijn gebouwd, van vrijstaand op grote kavels tot rijtjeswoningen. De wijk telt ook zo'n tachtig starterswoningen. De wijk wordt in 2019 voltooid.
l' Avenue betekent 'de laan', waarmee wordt verwezen naar de bedenker van dit waterrijke plan, drs. Johannes Gerrit van der Laan, die in februari 2006 op 63-jarige leeftijd overleed. Van der Laan was de oprichter van de Ontwikkelings Combinatie Westland.

### Mercatorweg
Op het terrein wat wordt omsloten door de Mercatorweg, Hoekse Hillweg, Johan Mauritsstraat en de Willem Barentsstraat ontwikkelde Woningbouwvereniging Hoek van Holland een nieuwbouwproject met 58 huurappartementen voor senioren en 21 koopwoningen. Het complex met 58 levensloopbestendige appartementen omvat 6 appartementen voor licht verstandelijk gehandicapten. De bewoners van deze 6 appartementen worden (beperkt) begeleid door verzorgers.

## Spoorlijn
Een van de in het Masterplan Waterwegcentrum meegenomen plannen was om in de toekomst de Hoekse Lijn om te bouwen tot een lightrail-verbinding en deze spoorlijn tot aan het strand door te trekken. De spoorlijn zal dan worden aangesloten op de Rotterdamse metro bij Station Schiedam Centrum. Het probleem was echter dat na de verbouwing de lijn niet meer gebruikt kan worden door goederentreinen, en dat de rechtstreekse verbinding met Rotterdam Centraal wegvalt. Er zal dan een nieuw station Hoek van Holland strand komen. De ombouw tot metrolijn zal in 2017 gerealiseerd worden.